# タオ島
座標: 北緯10度5分44.2秒 東経99度50分25.4秒 / 北緯10.095611度 東経99.840389度

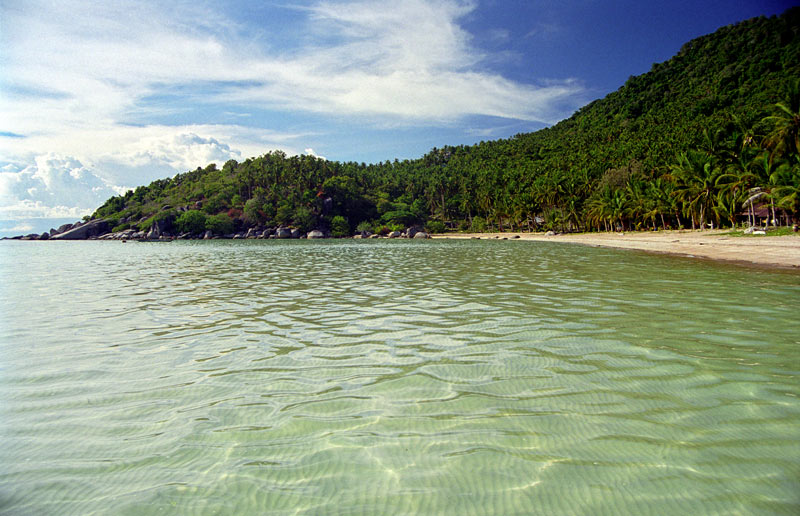
サーイリー・ビーチ

タオ島（タオとう、タイ語風にコ・タオともเกาะเต่า）はタイ、タイランド湾にある島の一つ。行政区分としてはスラートターニー県、パンガン島郡の管轄にあり、周辺の四つの島を合わせて一つのタムボンを形成する。タムボン全体の住民は1000人弱。

## 名称
コは島、タオとは亀なのでコタオは亀の島と言う意味である。

## 概要
タオ島はスキューバダイビングが盛んな島ではあるが、周辺のサムイ島やパンガン島に比べて知名度が少ないため、観光客は比較的少ない。アクセスはパンガン島から1時間、スラーターニーから6時間チュムポーンから2時間程度である。
本土や外部の島からの船はすべてメー・ハートと呼ばれる小さな村に入港する。島のビーチとしてはサーイリー・ビーチが有名である。サーイリー・ビーチの砂浜は島の西の海岸ほぼ全域に1.7 kmに渡って続いており、所々に岩があるという構造になっている。